# Montes Comeragh
Los montes Comeragh son una cordillera montañosa glacial situada en el sureste de la República de Irlanda, en los condados de Tipperary y Waterford. Se encuentran entre la ciudad de Clonmel en Tipperary y el pueblo de Kilmacthomas en Waterford.
Las doce montañas que forman los montes Comeragh son muy populares para los montañeros y senderistas. El pico más alto es Fauscoum a 792 m s. n. m.